# タクシアルヒス・ファウンタス
タクシアルヒス・ファウンタス（Taxiarchis Fountas、1995年9月4日 - ）は、ギリシャ・メソロンギ出身のサッカー選手。ギリシャA代表。スュペル・リグ・トラブゾンスポル・クラブ所属。ポジションはフォワード。

## 経歴

### AEKアテネFC
2011年16歳の時、AEKアテネFCのアカデミー部門トップにスカウトされ加入する。
2012年3月17日アステラス・トリポリスFC 戦において、16歳6か月13日のギリシャ・スーパーリーグ(1部)でのクラブ史上最年少デビューを果たす。
2012-13年シーズンには弱冠17歳でチームの主力に定着、国内リーグ戦では27試合に出場。2012年10月28日、FCプラタニアス戦において17歳54日でクラブ史上最年少得点を記録する。さらに得点を積み重ね同年11月MVPを受賞する。

### FCレッドブル・ザルツブルク
2013年9月、4年契約でオーストリア・ブンデスリーガ1部に属するFCレッドブル・ザルツブルクに完全移籍。6か月の期限でFCリーフェリングにレンタル移籍する。オーストリア・ブンデスリーガ2部ではケガの影響もあり僅か6試合の出場に留まる。2014年1月、SVグレーディヒにシーズン終了までのレンタル移籍。アドルフ・ヒュッター監督の下、オーストリア・ブンデスリーガでのデビューを果たす。
2014-15シーズン、ギリシャ・スーパーリーグに属するパニオニオスFCにレンタル移籍。主力選手として26試合に出場し4得点3アシストを決める。
2015-16シーズン、アステラス・トリポリスFCにレンタル移籍。

### パニオニオスFC
3シーズンに渡って所属したFCレッドブル・ザルツブルクでの試合出場は叶わないまま2016年6月に退団。2016-17シーズンはギリシャ・スーパーリーグ(1部)に属するパニオニオスFCに完全移籍。左サイドのウィンガーとして主力選手になる。

### SGゾネンホフ・グロースアスパッハ
2017年9月、3.リーガに属するSGゾネンホフ・グロースアスパッハに移籍。

### SKNザンクト・ペルテン
2018年7月14日、オーストリア・ブンデスリーガに属するSKNザンクト・ペルテンに完全移籍。リーグ戦21試合に出場し4得点を記録する。

### SKラピード・ウィーン
2019年5月9日、SKラピード・ウィーンに完全移籍。ポジションをウィンガーからセンターフォワードに変更した結果、シーズン開始から活躍し、15試合で11得点を記録。チームを牽引した。2020年2月3日、素晴らしいパフォーマンスからSKラピード・ウィーンのファンにより2019年度最優秀選手に選ばれる。
2019-20シーズン、リーグ戦において合計27試合に出場19得点を決め得点ランキング3位につけ、UEFAチャンピオンズリーグ予選出場権獲得の原動力になる。
2020年10月20日、プレミアリーグ・アーセナルFC相手にUEFAヨーロッパリーグでの初得点を決める。
2021年8月26日、UEFAヨーロッパリーグ 2021-22・プレーオフのFCゾリャ・ルハーンシク戦において決勝点を決め、チームのグループステージ進出に貢献する。

### D.C. ユナイテッド
2022年3月21日、メジャーリーグサッカーに所属するD.C. ユナイテッドに完全移籍する。MLSに主にセンターフォワードとトップ下でプレー、21試合で12得点1アシストを記録した。

### トラブゾンスポル
2023年、トラブゾンスポル・クラブに移籍した。

## ギリシャ代表
U-17代表、U-19代表、U-20代表、U-21代表に選出。
ギリシャA代表のフォワードとしてチームを牽引し続けている。